# برادران ایتالیا
برادران ایتالیا (به ایتالیایی: Fratelli d'Italia, FdI) یک حزب سیاسی پوپولیست راستگرا و محافظه‌کاری ملی در ایتالیا به رهبری جورجا ملونی، عضو اتاق نمایندگان و وزیر سابق جوانان در کابینه چهارم برلوسکونی است.
برادران ایتالیا در دسامبر ۲۰۱۲ از انشعاب جناح راست در حزب سیلویو برلوسکونی، با نام مردم آزادی بیرون آمدند. بخش اعظم رهبری حزب (از جمله ملونی)، و همچنین نماد جنبش (شعله سه رنگ)، از حزب اتحاد ملی (۱۹۹۵–۲۰۰۹) است که در سال ۲۰۰۹ با حزب مردم آزادی ادغام شده بود. حزب اتحاد ملی وارث جنبش اجتماعی ایتالیا (۱۹۴۵–۱۹۹۵)، یک حزب نئوفاشیست بود که توسط اعضای سابق حزب ممنوعه ملی فاشیست (۱۹۲۱–۱۹۴۳) و حزب فاشیست جمهوری‌خواه (۱۹۴۳–۱۹۴۵) تأسیس شد.